# إت تيكس تو
إت تيكس تو (بالإنجليزية: It Takes Two) هي لعبة فيديو أكشن-مغامرات طورتها هيزلايت ستوديوز ونشرتها إلكترونيك آرتس وهي من إخراج المخرج السويدي من أصل لبناني جوزيف فارس صدرت في 26 مارس 2021 وتعمل على أجهزة بلاي ستيشن 4، بلاي ستيشن 5، إكس بوكس ون، إكس بوكس سيريس إكس وسيريس أس وويندوز. تعتمد اللعبة على حل الألغاز وإنهاء التحديات بشكل تعاوني ثنائي، حيث يتحكّم اللاعبان في دميتين تقمصتهما روحا والدي طفلة صغيرة يعتزمان الطلاق. لا يمكن لعب هذه اللعبة إلا تعاونيًا، حيث لا تدعم اللعب الفردي، والشاشة دائمًا مقسومة كي يتمكن كلا اللاعبين من رؤية الآخر.

## الاستقبال

### تقييمات
حصلت لعبة إت تيكس تو على مراجعات "إيجابية بشكل عام" من النقاد، وفقًا لموقع تجميع المراجعات ميتاكريتيك.
1. 1 2 3 4 5 6  ESRB rating database | It Takes Two (بالإنجليزية), QID:Q105295303
2. ↑  ESRB rating database | It Takes Two (بالإنجليزية), QID:Q105295303
3. ↑  . 26 مارس 2021 https://www.gamespot.com/articles/it-takes-two-review-roundup-heres-what-the-critics-are-saying/1100-6489386/. اطلع عليه بتاريخ 2021-03-27. {{استشهاد ويب}}: |url= بحاجة لعنوان (مساعدة) والوسيط |title= غير موجود أو فارغ (من ويكي بيانات) (مساعدة)
4. ↑  "It Takes Two is an out-of-control co-op adventure from the makers of A Way Out". Destructoid (بCanadian English). 11 Dec 2020. Archived from the original on 2021-10-09. Retrieved 2021-12-07.
5. ↑  Gilliam, Ryan (10 Dec 2020). "The new co-op game from the A Way Out team lets multiplayer pals play free". Polygon (بالإنجليزية الأمريكية). Archived from the original on 2021-10-09. Retrieved 2021-12-07.
6. ↑  "It Takes Two surpasses over one million copies sold". VideoGamer.com (بالإنجليزية الأمريكية). 23 Apr 2021. Archived from the original on 2021-10-09. Retrieved 2021-12-07.
7. ↑  "It Takes Two Reviews". www.metacritic.com (بالإنجليزية). Archived from the original on 2025-07-10. Retrieved 2025-03-25.

| استقبال |                                                            |
| --- | ---------------------------------------------------------- |
| مجموع النقاط المجموع نقاط ميتاكريتيك PC: 89/100 [ 1 ] PS4: 89/100 [ 2 ] PS5: 88/100 [ 3 ] XSXS: 89/100 [ 4 ] NS: 83/100 [ 5 ] نتائج المراجعة نشرة نقاط غيم إنفورمر 9.25/10 [ 6 ] غيم سبوت 9/10 [ 7 ] غيمز رادار 5/5 [ 8 ] آي جي إن 9/10 [ 9 ] جو فيديو 18/20 [ 10 ] بي سي غيمر (الولايات المتحدة) 80/100 [ 11 ] شاك نيوز 9/10 [ 12 ] Gamer.no 9/10 [ 13 ] |                                                            |
| مجموع النقاط |                                                            |
| المجموع | نقاط                                                       |
| ميتاكريتيك | PC: 89/100 PS4: 89/100 PS5: 88/100 XSXS: 89/100 NS: 83/100 |
| نتائج المراجعة |                                                            |
| نشرة | نقاط                                                       |
| غيم إنفورمر | 9.25/10                                                    |
| غيم سبوت | 9/10                                                       |
| غيمز رادار | 5/5                                                        |
| آي جي إن | 9/10                                                       |
| جو فيديو | 18/20                                                      |
| بي سي غيمر (الولايات المتحدة) | 80/100                                                     |
| شاك نيوز | 9/10                                                       |
| Gamer.no | 9/10                                                       |

### مبيعات
بيعت أكثر من مليون نسخة من اللعبة في شهر واحد بعد إطلاقها. بحلول يونيو 2021، بيع منها أكثر من مليونىْ وحدة. وبحلول شهر أكتوبر، بيعت 3 ملايين وحدة. بحلول فبراير 2022، بيعت 5 ملايين وحدة وبحلول شهر يوليو، بيعت 7 ملايين وحدة. بحلول فبراير 2023، بيعت أكثر من 10 ملايين وحدة. بحلول مارس 2024، بيعت أكثر من 16 مليون وحدة. في أكتوبر، بيعت أكثر من 20 مليون وحدة.

### جوائز
رشحت إت تيكس تو لتكون لعبة العام وأفضل إخراج وأفضل لعبة عائلية وأفضل لعبة جماعية في جوائز اللعبة 2021 وفازت بلقب لعبة العام.